# Hyde Park

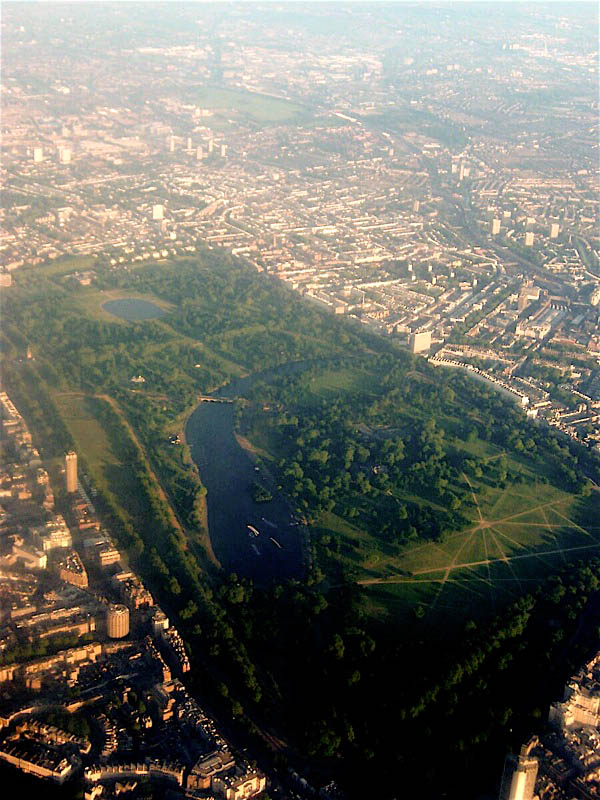
Luftansicht des Hyde Park (im unteren/östlichen Teil des Bildes) und Kensington Gardens (oben)

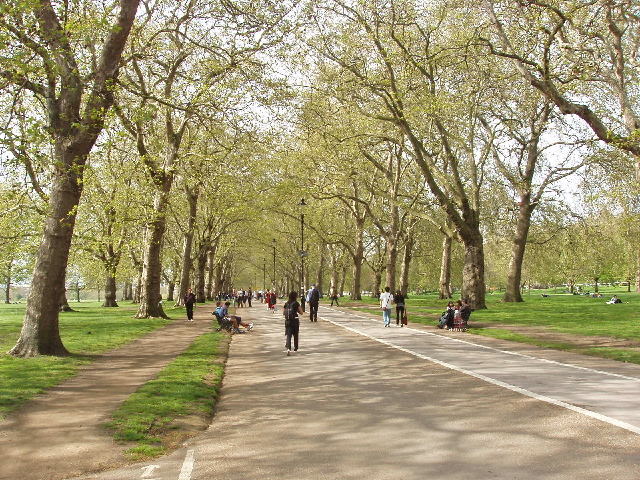
Weg im Hyde Park

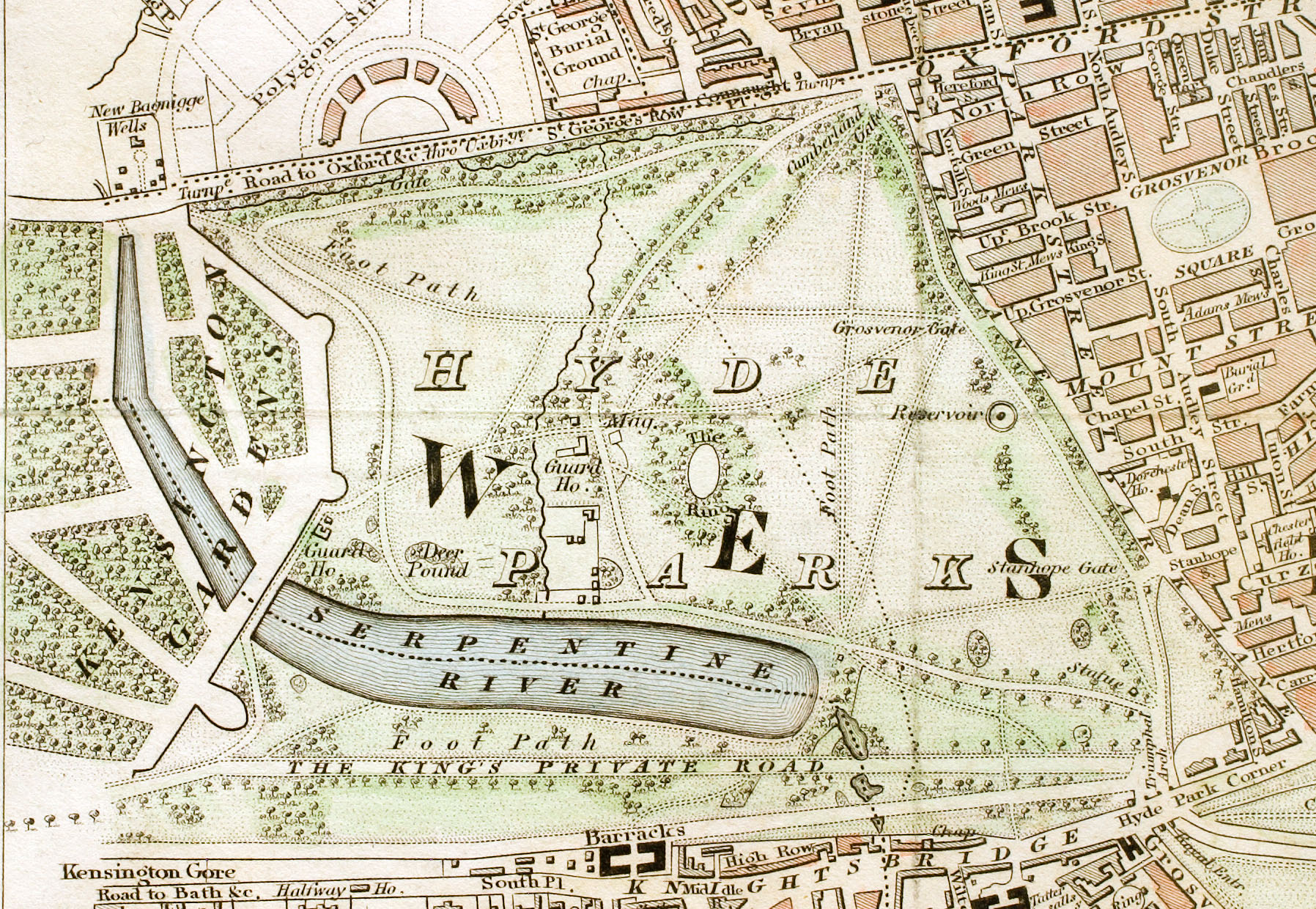
Der Hyde Park auf einem Stadtplan von 1833 (Ausschnitt)

Der Hyde Park [ˌhaɪdˈpɑːk] ist eine öffentliche Grünanlage im Zentrum Londons. Er bildet gemeinsam mit den weiteren königlichen Parks die „Grüne Lunge“ der Stadt und gilt als einer der größten und bekanntesten innerstädtischen Parks weltweit. Der Park ist benannt nach Hyde Manor, einem alten Herrenhaus.

## Aufbau
Die Parkfläche wird durch den Serpentine Lake in zwei Hälften geteilt. Die Kensington Gardens grenzen direkt an den Hyde Park und wurden auf Wunsch der Königin Caroline im Jahre 1728 durch den West Carriage Drive getrennt. Der Hyde Park ist 1,4 km² groß, zusammen mit den Kensington Gardens 2,5 km² und somit größer als Monaco.
Im Südosten an der Hyde Park Corner befinden sich nicht nur der Rosengarten mit dem Boy and Dolphin Fountain und dem Artemis Fountain, sondern auch der monumentale Triumphbogen „Wellington Arch“, der zu Ehren von Arthur Wellesley, 1. Duke of Wellington, Sieger der Schlacht bei Waterloo, errichtet wurde. Der Eingang an der Hyde Park Corner wurde ursprünglich von Decimus Burton (1800–1881) entworfen. Hinter dem Wellington Arch schließt sich der Green Park an.
An der nordöstlichen Ecke des Parks befindet sich „Speakers’ Corner“, wo jede Person über alle Themen (außer über die königliche Familie im weiteren Sinne) öffentliche Reden halten kann, wie und wann es ihm oder ihr beliebt.

## Freizeitmöglichkeiten
Die Besucher können im Park verschiedenen Freizeitbeschäftigungen nachgehen. So kann man in dem über elf Hektar großen See Serpentine schwimmen, rudern und mit Erlaubnis sogar fischen. Es gibt eine Pferdereitbahn, eine Bowlinganlage und weitläufige Rasenflächen zum Picknicken und Ausruhen. Die im Park lebenden Spatzen, Eich- und Grauhörnchen sind so zahm, dass sie den Passanten Körner aus der Hand fressen.

## Nutzungsbedingungen
Seit Herausgabe einer Crown Lands Act 1851, in der der öffentliche Zugang zu den königlichen Gärten geregelt wurde, existiert ein zum Teil umfassendes und regelmäßig den lokalen Entwicklungen angepasstes Regelwerk zur Benutzung des Parkes. Zuwiderhandlungen (etwa Radfahren abseits zugelassener Flächen) kosten ein Ordnungsgeld von 50 £.

## Veranstaltungen
Im Hyde Park finden jeden Sommer zahlreiche Rock- und Popkonzerte statt, so zum Beispiel am 2. Juli 2005 ein Live-8-Konzert vor 200.000 Fans mit vielen namhaften Künstlern. So wurde auch der Auftritt der amerikanischen Rockband Bon Jovi im Jahre 2003 zu einem der bekanntesten.

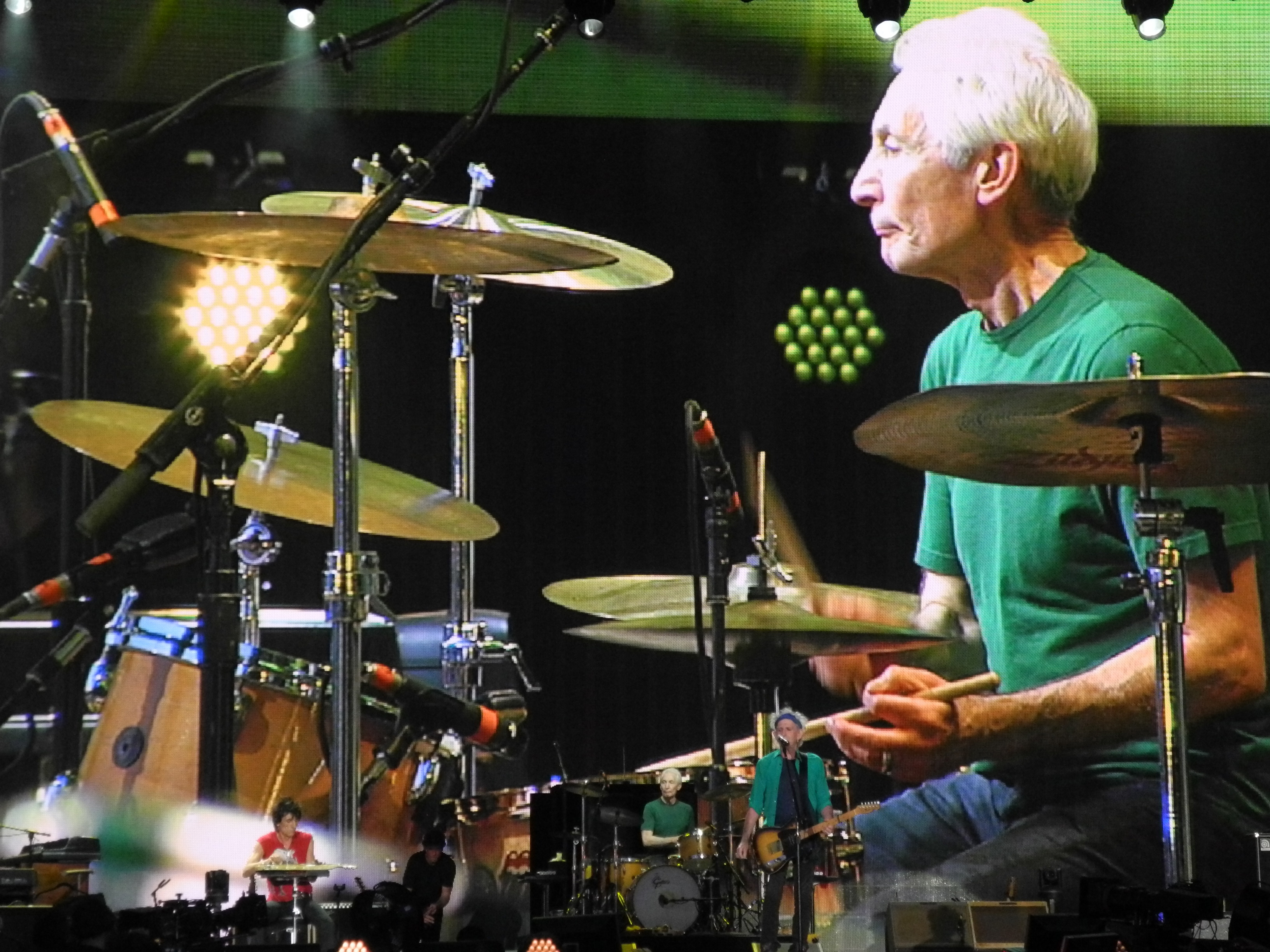
Charlie Watts an einem Konzert der Rolling Stones im Hyde Park, London, 2013

Bei besonderen Ereignissen im britischen Königshaus, zum Beispiel Geburtstagen, feuert der King’s Troop, Royal Horse Artillery im Park Salutschüsse, wobei die Zahl der Schüsse durch das Protokoll für jedes Ereignis genau festgelegt ist.
Während der Olympischen Sommerspiele 2012 wurden hier die Wettbewerbe im Triathlon und Freiwasserschwimmen ausgetragen. Im Start- und Zielbereich entstanden temporäre Tribünen für 3000 Zuschauer. Die Inanspruchnahme des Parkes erforderte anschließend die Neuanlage von mehreren Hektar Rasenfläche.

## Erreichbarkeit
Der Park ist durch die U-Bahn-Stationen Hyde Park Corner an der Südostecke sowie Queensway, Lancaster Gate und Marble Arch an der Nordseite erreichbar. Hinzu kommen zahlreiche von vielen Linien bediente Bushaltestellen nördlich, östlich und südlich des Parkes. Zudem ist der Park von mehreren Fahrradrouten durchzogen.

## Geschichte
Der Name des Parks geht auf ein altes englisches Flächenmaß zurück. Dessen Ausmaß bezeichnete ursprünglich ein Grundstück, welches eine freie Familie und die von ihr abhängigen Personen versorgen konnte. Im Domesday Book von 1086, einer Art erstem englischen Grundbuch, wurde der Hyde Park zum ersten Mal mit diesem Namen („Manor of Hyde“) erwähnt, als einer von drei Teilen des Ritterguts mit Namen „Manor of Eia“. 1536 wurde das Gebiet von König Heinrich VIII. in Besitz genommen, eingezäunt und konnte damit zum ersten Mal als Park bezeichnet werden. Zu dieser Zeit wurde auch ein alter Mönch, Stephanus II, beauftragt, die Anlage zu bewirtschaften, damit diese zur Jagd genutzt werden konnte – die letzte Hofjagd fand hier 1768 statt. James I., um die Linderung seiner Unpopularität bemüht, machte den Park der Öffentlichkeit zugänglich. Während der englischen Republik unter Lordprotektor Oliver Cromwell wurde der Feudalpark 1652 mit anderen Krongütern zum Verkauf ausgeschrieben und in fünf Teilen abgestoßen. Dieser Verkauf wurde allerdings für null und nichtig erklärt.
Im 18. Jahrhundert fand im Hyde Park der glanzvolle Kutschenkorso statt, zugleich wurde er aber, wie unter anderem Daniel Defoe und Jonathan Swift literarisch bezeugen, zum bevorzugten Austragungsort für Duelle. Zur „dunklen Seite“ des Hyde Park gehört auch seine Tradition als Hinrichtungsstätte. Der „Tyburn Tree“ beim Dorf Tyburn an der nordöstlichen Parkecke war ein Dreiecksgalgen für 24 Personen. Hier stellte man auch den exhumierten Leichnam Cromwells zur Schau. Immer wieder wurde aber versucht, die „höhere“ Note des Parks zu wahren. So verbot etwa Königin Anne Anfang des 18. Jahrhunderts den Türhütern, Schnaps zu verkaufen, und bloß einspännigen Kutschen und Fuhrwerken war die Einfahrt verwehrt.

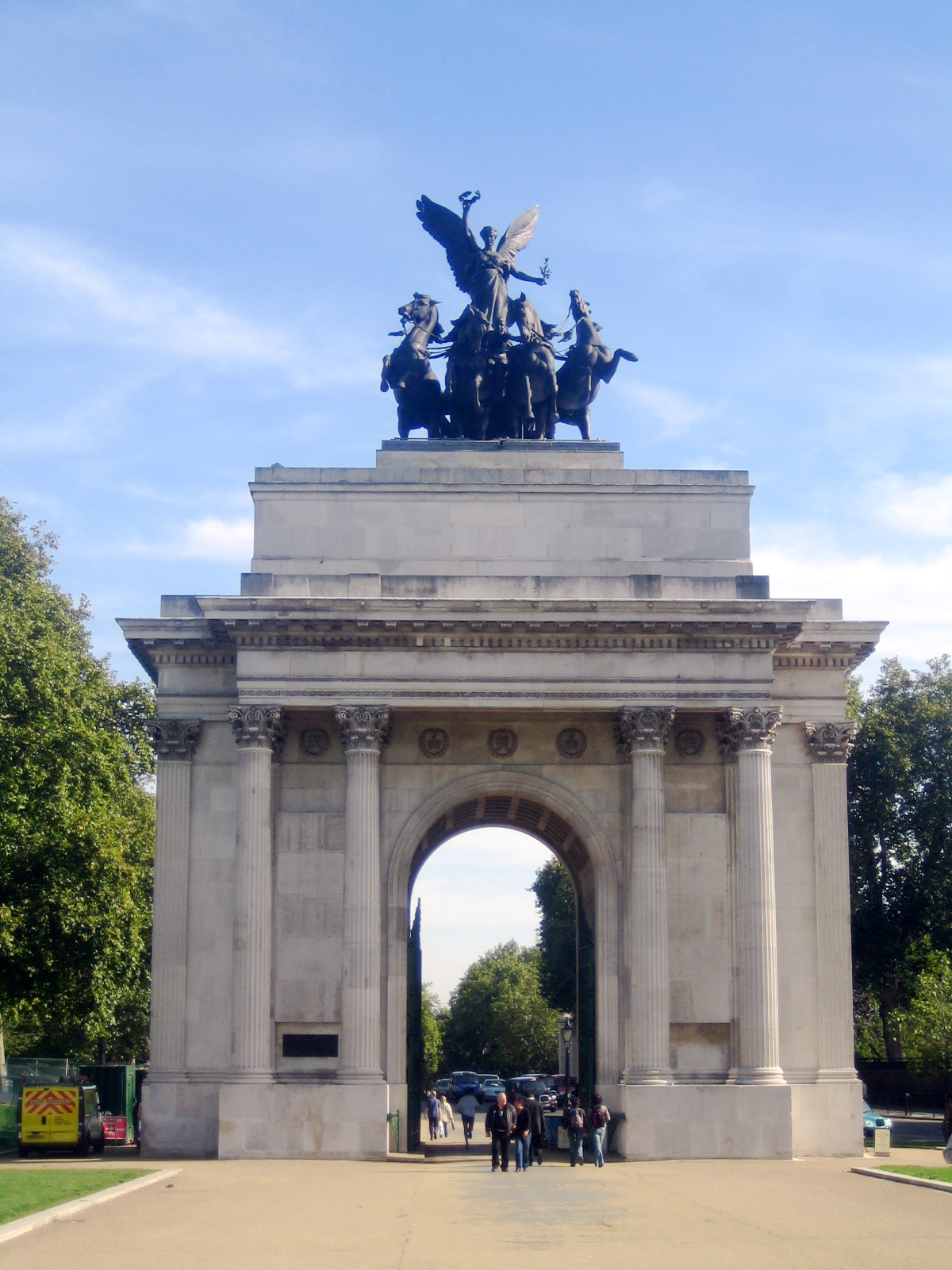
Wellington Arch

Auf Anregung Prinz Alberts wurde 1851 im Hyde Park die Great Exhibition abgehalten, die erste Weltausstellung. Auch hier gab es zunächst Bedenken, die Ausstellung könnte die „besitzlosen Massen“ in den eleganten Park locken. Für die Veranstaltung errichtete Joseph Paxton den heute nicht mehr existierenden Crystal Palace als vorfabriziertes Ausstellungsgebäude im Sinne eines monumentalen Glashauses. Mit der Zeit entwickelte sich der Hyde Park zum echten Volkspark und auch zum Zentrum politischer Agitation. Schon 1855 demonstrierten hier etwa 150.000 Personen gegen die hohen Lebensmittelpreise, und bis in jüngste Zeit finden hier Großkundgebungen statt. Ein Beispiel britischer Redefreiheit im kleineren Sinn ist die auch heute noch von vielen Touristen besuchte Speakers’ Corner.
Am 20. Juli 1982 verübte die IRA am South Carriage Drive am Hyde Park einen Bombenanschlag (siehe Bombenanschlag im Hyde Park und Regent’s Park) auf die Blues and Royals, als sie sich auf dem Weg zum Wachwechsel zum Buckingham Palace befanden. Drei Soldaten wurden sofort getötet, ein weiterer erlag drei Tage nach dem Anschlag seinen Verletzungen. Bei den übrigen Soldaten kam es zu schweren Verletzungen, aber auch Touristen, die die Parade verfolgten, wurden von Bombensplittern getroffen und verletzt. Ungefähr eine Stunde später wurde im Regent’s Park eine zweite Bombe gezündet.
Am 6. Juli 2004 weihte Königin Elisabeth II. den Prinzessin-Diana-Gedenkbrunnen ein. Das Denkmal umgibt eine Fläche von 50 × 80 m und kostete 3,6 Millionen Pfund (ca. 5,4 Millionen Euro). Entworfen wurde der Brunnen von der amerikanischen Landschaftsarchitektin Kathryn Gustafson. Der ovale Steinring aus Granit, in dem das Wasser in zwei Richtungen mit unterschiedlicher Geschwindigkeit fließt, soll ein Sinnbild für das turbulente Leben Dianas darstellen.